# Gu Hyeon-suk
Gu Hyeon-suk (kor. 구 현숙; ur. 28 maja 1969) – południowokoreańska judoczka. Olimpijka z Barcelony 1992, gdzie zajęła piąte miejsce w wadze półśredniej.
Mistrzyni Azji w 1991. Pierwsza na akademickich MŚ w 1991 roku.

## Letnie Igrzyska Olimpijskie 1992
| Konkurencja | Rundy eliminacyjne    | Rundy eliminacyjne | Rundy eliminacyjne | Finały                          | Finały                  | Klas. końcowa |
| Konkurencja | Przeciwnik I          | Przeciwnik II      | Przeciwnik II      | 1/2                             | o 3. miejsce            | Miejsce       |
| ----------- | --------------------- | ------------------ | ------------------ | ------------------------------- | ----------------------- | ------------- |
| 61 kg       | Nicola Morris (NZL) Z | Zhang Di (CHN) Z   | Diane Bell (GBR) Z | Catherine Fleury-Vachon (FRA) P | Jelena Pietrowa (WNP) P | 5.            |